# Johannes Hermann
Pour les articles homonymes, voir Hermann.
Johannes Hermann, également Johann Herrmann, (1515 – 22 avril 1593 à Freiberg) est un Thomaskantor, auteur de cantiques et juriste allemand.
Thomaskantor de 1531 à 1536, il est le premier Kantor protestant de Freiberg et avocat en 1540.
Johann Sebastian Bach utilise son cantique Jesu, nun sei gepreiset en trois strophes de 14 vers chacune pour le Nouvel An, dans trois cantates composées à Leipzig pour l'occasion : d'abord Singet dem Herrn ein neues Lied, BWV 190 (1724), l'année suivante pour la cantate chorale Jesu, nun sei gepreiset, BWV 41 (1725) et Gott, wie dein Name, so ist auch dein Ruhm, BWV 171 (1729),

## Source de la traduction
- (en) Cet article est partiellement ou en totalité issu de l’article de Wikipédia en anglais intitulé « Johannes Hermann » (voir la liste des auteurs).